# Academia Dominicana de la Lengua

Sello de la Academia Dominicana de la Lengua

La Academia Dominicana de la Lengua es un organismo compuesto de eminentes intelectuales, dominicanos y extranjeros, expertos en el uso de la lengua española, fue establecida en Santo Domingo, República Dominicana, el 12 de octubre de 1927.
La Academia Dominicana de la Lengua pertenece a la Asociación de Academias de la Lengua Española y colabora permanentemente con la Real Academia Española en la revisión del Diccionario de la lengua española (DRAE), el Diccionario Panhispánico de Dudas, la Ortografía de la lengua española, el Diccionario de americanismos y la Gramática de la lengua española. Esa labor de colaboración consiste en la revisión de la definición de términos y expresiones, en la precisión de conceptos gramaticales, fonéticos y lexicográficos, en el aporte de voces y expresiones de origen dominicano, en el acopio de datos idiomáticos y frases tomadas de obras de autores dominicanos. 
La Academia Dominicana de la Lengua ha contribuido a crear conciencia sobre la importancia de la lengua española, que es el idioma de los dominicanos, fomentando el interés por los estudios lingüísticos, incentivando la conciencia del lenguaje en el pueblo dominicano. 
Importantes figuras dominicanas han formado parte de la Academia Dominicana de la Lengua, como Presidentes de la República, Ministros del Gobierno y de la Iglesia católica, lingüistas y catedráticos, filólogos y escritores que, con su aporte mediante la palabra, han potenciado la tradición lingüística y cultural dominicana.

## Historia

### Fundación
La Academia Dominicana de la Lengua se fundó en Santo Domingo, República Dominicana el 12 de octubre de 1927. Desde su fundación comparte la misión que por mandato real le fuera consignada a la Real Academia Española, de la cual es correspondiente, y en tal virtud colabora en las tareas que realiza esta, centradas en el estudio de la lengua española y el cultivo de las letras para cuidar su esencia originaria, impulsar su desarrollo y alentar el cauce creativo del genio idiomático, asegurando su cohesión y su vigor.

### Fundadores y Lema
Sus miembros fundadores fueron los siguientes: Adolfo Alejandro Nouel Bobadilla (1862—1937), Lic. Alejandro Woss y Gil (1856—1932), Lic. Federico Llaverías (1888—1960), Lic. Cayetano Armando Rodríguez (1865—1953), Lic. Manuel A. Patín Maceo (1862—1959), Lic. Rafael Justino Castillo (1866—1945), Lic. Manuel de Jesús Troncoso de la Concha (1878—1955), Lic. Andrés Julio Montolío (1867—1934), Lic. Félix María Nolasco (1867—1941), Dr. Alcides García Lluberes (1888—1968), Dr. Bienvenido García Gautier (1884—1947) y Arístides García Mella (1872—1929).
Su primera Junta Directiva estuvo compuesta así: presidente, Mons. Dr. Adolfo A. Nouel; vicepresidente, Alejandro Woss y Gil, y Secretario, Federico Llaverías.
El lema de la Academia Dominicana de la Lengua es “La lengua es la patria”.

### Reconocimiento por laReal Academia Española
Esta institución fue reconocida por la Real Academia Española el 31 de diciembre de 1931 y sus miembros de número son reconocidos como miembros correspondientes de la corporación de Madrid, España. También, la ADL forma parte de la Asociación de Academias de la Lengua Española (ASALE), desde el 28 de julio de 1960.

## Académicos de número por orden de antigüedad
- Mariano Lebrón Saviñón
- Federico Henríquez Gratereaux
- Bruno Rosario Candelier
- Rubén Suro García-Godoy
- Lupo Hernández Rueda
- Nicolás de Jesús López Rodríguez
- Víctor Villegas
- Rafael González Tirado
- Irene Pérez Guerra
- Marcio Veloz Maggiolo
- Diógenes Céspedes
- Carlos Esteban Deive
- Andrés L. Mateo
- Manuel Núñez Asencio
- Ricardo Miniño Gómez
- Pedro L. Vergés
- Ramón Emilio Reyes
- Manuel Matos Moquete
- Guillermo Piña-Fernández
- Gregorio Rojas